# Jacques-Bénigne Bossuet
Jacques-Bénigne Lignel Bossuet (Dijon, 27 de septiembre de 1627 - París, 12 de abril de 1704) fue un clérigo, predicador, filósofo e intelectual francés. Defensor de la teoría del origen divino del poder para justificar el absolutismo de Luis XIV. Actuó decisivamente en la Asamblea del Clero Francés de 1682 que sustentó la doctrina del predominio del rey sobre la iglesia católica en Francia y Alemania, llamado galicanismo. Se le considera como uno de los historiadores más influyentes de la corriente providencialista.

## Biografía
Originario de una familia de magistrados, se educó con los Jesuitas en Dijon, que le dispensan una formación clásica (griego y latín). A los 15 años continúa sus estudios en París, en el Collège de Navarre, donde tiene por maestro a Nicolas Cornet, con quien estudia en profundidad filosofía y teología. Aunque estaba destinado por nacimiento al sacerdocio (como es habitual en la sociedad estamental), frecuenta el mundo por algún tiempo. Admira a Corneille, se da a la escritura de versos preciosistas y no le hacía remilgos a frecuentar el Hôtel de Rambouillet. Es ordenado subdiácono en Langres en 1648, momento en que rompe con el sigilo y redacta una Méditation sur la Brièveté de la Vie (Meditación sobre la brevedad de la vida), en la que pueden verse en germen sus obras futuras. El mismo año expone sus ideas sobre el papel de la Providencia en su Méditation sur la félicité des saints (Meditación sobre la felicidad de los santos). 
En 1644 se magistró en la Universidad de su poblado, en la cual predicó el mensaje de Dios y enseñó a los más humildes la verdad y las teorías racionalistas. Anteriormente, en 1641 estudió la carrera de derecho, aun teniendo clara su verdadera vocación.
En 1652, se doctora en teología y es ordenado sacerdote, al tiempo que archidiácono de Sarrebourg; más tarde, en 1654, obtiene el mismo beneficio eclesiástico en Metz. Allí su fama de predicador lo condujo al obispado de Condom y a la preceptura del Delfín (1671) Su vida estuvo llena de polémicas en defensa de la fe cristiana.

### Sermones
Llamado enseguida a París, se granjea una gran reputación por sus sermones y panegíricos de santos. Goza del aprecio de la reina madre y el mismo rey, al tiempo que obtiene un gran número de conversiones de protestantes (estamos en los últimos años en que aún se beneficiaban de las condiciones favorables del Edicto de Nantes), entre las que puede citarse las de Henri de la Tour d'Auvergne-Bouillon (Turenne), Philippe de Courcillon (marqués de Dangeau) y Mademoiselle de Duras. Para ayudar a tales conversiones redacta su Exposition de la doctrine de l'Eglise (Exposición de la doctrina de la Iglesia). En ella, Bossuet recoge varias influencias: la del jesuita Claude de Lingendes; las de los jansenistas Saint-Cyran y Singlin; y la principal, de san Vicente de Paul, a través de sus conferencias sobre la predicación en Saint-Lazare, a las que Bossuet asiste. Su elocuencia se remarca, se hace más próxima y sencilla.
La mayor parte de sus discursos improvisados se han perdido. Solía meditar su texto algunas horas antes de pronunciarlos, anotando algunas palabras o pasajes de los Santos Padres para guiarse. Algunas veces dictaba rápidamente los párrafos más largos, y después se abandonaba a la inspiración del momento y a la impresión que producía en su auditorio.
Se conservan doscientos de los quinientos o seiscientos que debió pronunciar, ya que Bossuet no los consideraba como obras literarias dignas de la imprenta. A finales del siglo XVIII, gracias al trabajo de Dom Deforis, se recopilan los que se han conservado hasta hoy. No obstante, en realidad no son más que borradores que no nos ofrecen más que una idea aproximada de su predicación.

### Obispo de Condom
El 21 de septiembre de 1670, Charles-Maurice Le Tellier arzobispo de Reims, consagra, con el asentimiento del Papa, a Jacques Bénigne Bossuet como obispo de Condom (Gers), en la iglesia de los Cordeleros de Pontoise.

### Oraciones fúnebres
En ese mismo año y los siguientes, pronuncia sus doce Oraisons funèbres, en las que hace sentir con potencia y musicalidad la futilidad de las grandezas humanas. Entre ellas están las de Enriqueta María de Francia (1609-1669), reina de Inglaterra, y Ana de Austria (1601-1666). Son obras maestras de elocuencia incomparables con cualquier otro ejemplo si no nos remontamos a la Antigüedad Clásica. Bossuet no se sirve de la lengua de otros hombres: construye la suya propia, de tal modo que se acomode a su propia manera de pensar y de sentir. Tanto las expresiones como los giros, movimientos, construcción y armonía, son propios suyos.

### Preceptor del Delfín
Es nombrado preceptor del Delfín (heredero del trono) Luis de Francia (1661-1711), el hijo del rey Luis XIV y de María Teresa de Austria (1638-1683). En 1681, escribe su Discours sur l'histoire universelle (Discurso sobre la historia universal), en el que, tras presentar un rápido resumen de los acontecimientos, busca las razones de los designios de Dios para su Iglesia. El mismo Voltaire quedó más tarde asombrado de la fuerza majestuosa con la que describe las costumbres, el gobierno, el auge y caída de los grandes imperios, y de los trazos rápidos y enérgicos con que pinta y juzga a las naciones. También para el Delfín, escribe el Traité de la connaissance de Dieu et de soi-même (Tratado del conocimiento de Dios y de uno mismo), en el que en general sigue la doctrina de René Descartes, y se muestra tan gran filósofo como escritor.
Es elegido miembro de la Academia francesa.

### Obispo de Meaux

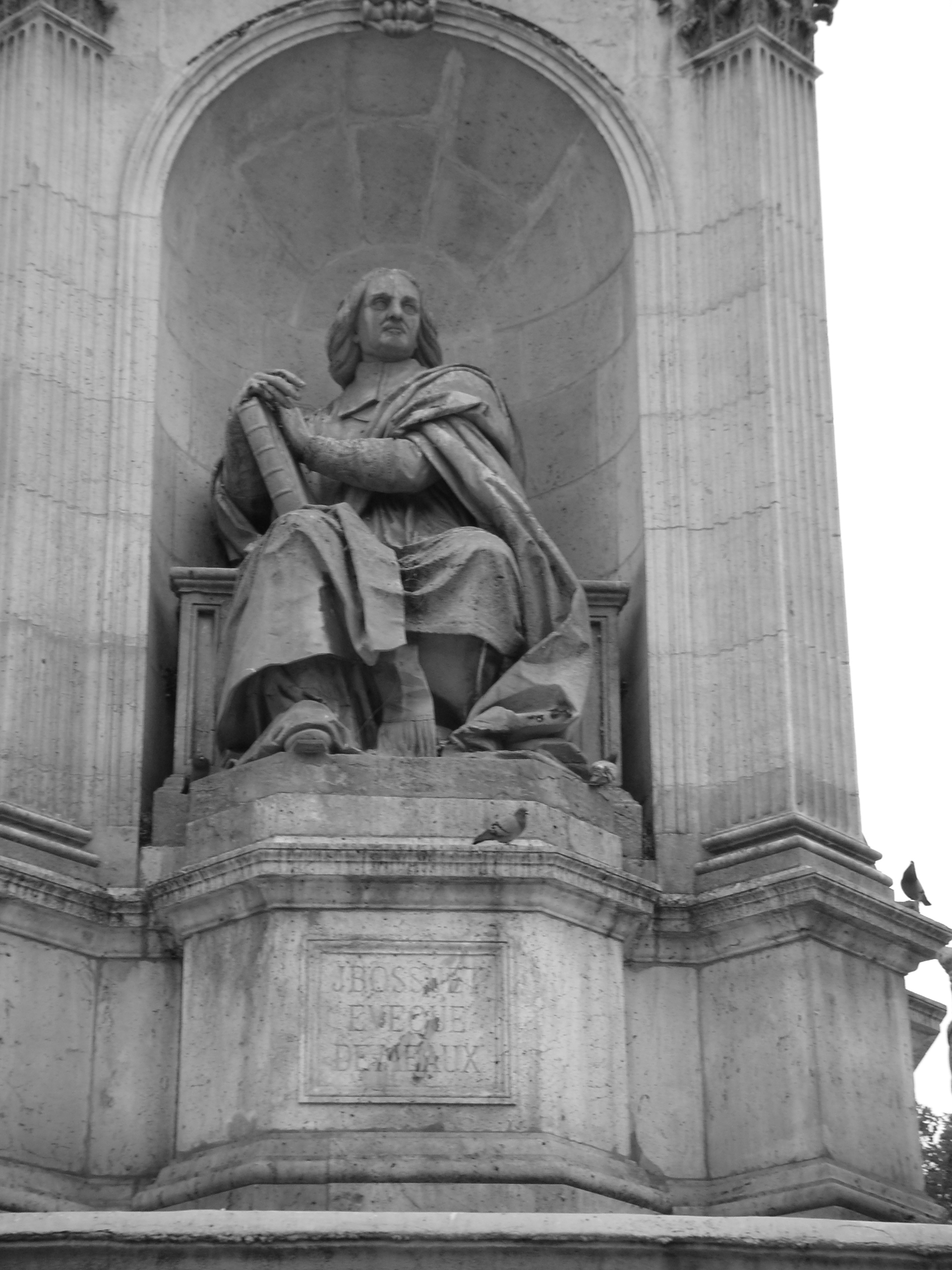
Estatua de Bossuet en la plaza de Saint-Sulpice de París.

En 1681, concluida la educación del Delfín, es nombrado obispo de Meaux (de ahí viene su sobrenombre "el Águila de Meaux") donde se dedica a las tareas episcopales, con frecuentes predicaciones y una especial lucha, como teólogo, contra los protestantes. Redacta el célebre Catéchisme de Meaux (1687) (Catecismo de Meaux) y , para las religiosas de su diócesis las Méditations sur l'Evangile (Meditaciones sobre el Evangelio) y las Elévations sur les Mystères (Elevaciones sobre los Misterios).

### Predicador
Bossuet jugó un gran papel como predicador y director de la Asamblea del clero de Francia de 1682, con ocasión del enfrentamiento entre rey y papa. Fue el autor de la Declaración sobre las libertades de la Iglesia Galicana, que fija los límites del poder del papa, y redacta los Cuatro Artículos de 1682, que acabarán por convertirse en ley en Francia y dieron lugar a vivas discusiones. El papa, irritado, los hizo quemar, pero no llegó a calificarlos como heréticos. Se conoce a este movimiento como Galicanismo, doctrina que influirá particularmente en España con la llegada de los Borbones (Felipe V) en 1700 (véase Regalismo).

### Lucha contra el quietismo
Entrará en un áspero conflicto con Fénelon, obispo de Cambrai, que se inclinaba hacia el quietismo: persiguió con especial saña a su adversario hasta conseguir que cayera en desgracia ante el rey, que lo exilia. También logra la condena del papa a las Maximes des Saints (Máximas de los Santos) donde Fénelon sostenía la doctrina del amor de Dios por sí mismo, sin mezcla del llamado teológicamente temor servil.
Bossuet murió a causa de un cálculo renal en París, el 12 de abril de 1704. Su cuerpo está enterrado en la Catedral de Meaux.

## Historiografía
En él culmina la interpretación histórica basada en las ideas divinas. Él va a ser el referente cuando llegue la Ilustración, ya que todos sus autores se dedicarán a criticar a Bossuet, sobre todo Voltaire.
Escribió su libro Discurso sobre la Historia Universal, destinado al delfín. En él le trata de enseñar cómo la historia no está dirigida por los reyes, sino por la Divina Providencia, y por eso debe dejarse aconsejar por los obispos. 
Discurso sobre la Historia Universal se inspira en La ciudad de Dios de san Agustín y explica, como esta, la historia del mundo como una guerra metafísica entre Dios y Satanás. En esta guerra, Dios mueve (por intervención divina/divina providencia) a los gobiernos, movimientos políticos/ideológicos, y fuerzas militares alineadas (o mejor alineados) con la Iglesia Católica (la Ciudad de Dios) para que se opongan por todos los medios —incluido el militar—a los gobiernos, movimientos políticos/ideológicos, y fuerzas militares alineados con el Demonio (la Ciudad de Satanás).
Bossuet no incorpora especiales novedades a la filosofía de la historia de Agustín de Hipona. Sin embargo, su propuesta constituye la cima de las filosofías de la historia de corte cristiano que descubren la actuación divina incluso en los "renglones torcidos" de la historia (catástrofes).

## Obras

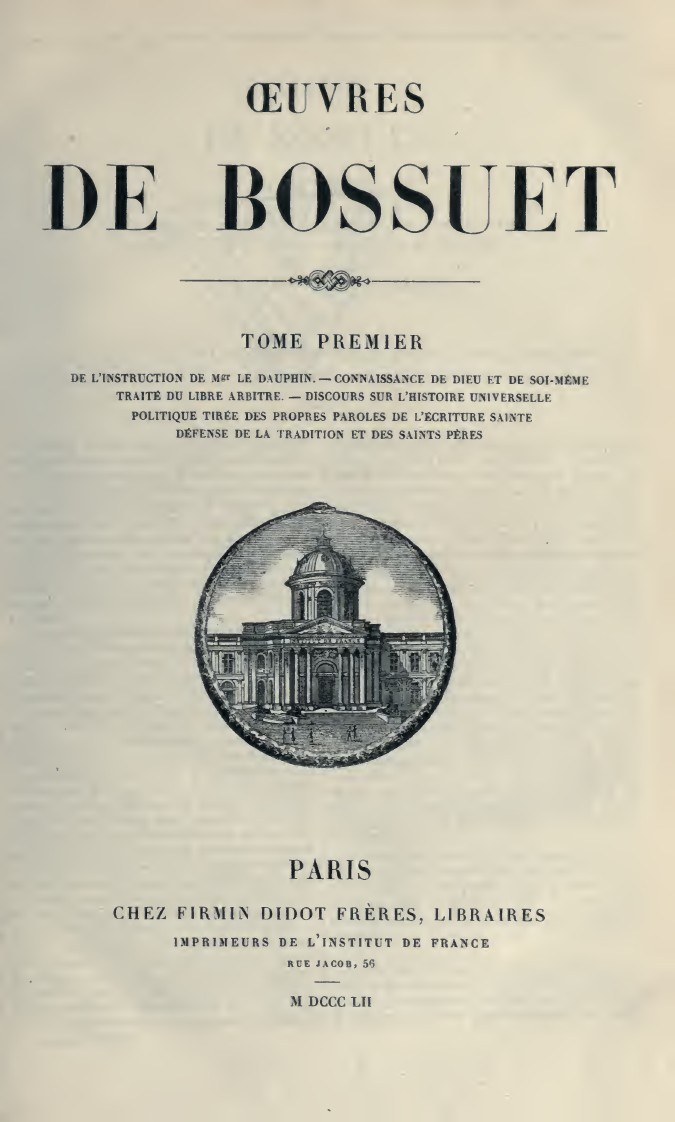
Oeuvres, 1852

- Exposition de la doctrine de l'Eglise.
- Discours sur l'Histoire universelle o Discurso sobre la Historia Universal (1681) Accesible en francés en:
- Histoire des variations des Églises protestantes (1688)
- Défense de la Tradition et des saints Pères (1693)
- Maximes et réflexions sur la comédie (1694)
- La Politique tirée de l'Écriture sainte (póstumo) (1709)
- Traité de la connaissance de Dieu et de soi-même (póstumo) (1741)
- Sermons (póstumo) (1772)
- Oraison funèbre de Henriette-Marie de France

Œuvres complètes
1. En 20 volúmenes 1745-1753
2. En 19 volúmenes 1772-1788
3. En 45 volúmenes 1813
4. En 60 volúmenes 1825
5. En 62 volúmenes 1828-1830
6. 1862

## Traducciones al español
Las traducciones al español de sus obras fueron tempranas. En el siglo XVIII tal vez el más destacado traductor fue el monje basilio Miguel José Fernández.